# Siccyna thisbe
Siccyna thisbe är en fjärilsart som beskrevs av Fawcett 1917. Siccyna thisbe ingår i släktet Siccyna och familjen nattflyn. Inga underarter finns listade i Catalogue of Life.